# 灰岩风铃草
灰岩风铃草（学名：Campanula calcicola）是桔梗科风铃草属的植物，是中国的特有植物。分布在中国大陆的四川、云南等地，生长于海拔2,300米至3,600米的地区，多生在湿润岩石上，目前尚未由人工引种栽培。